# Peter Singer

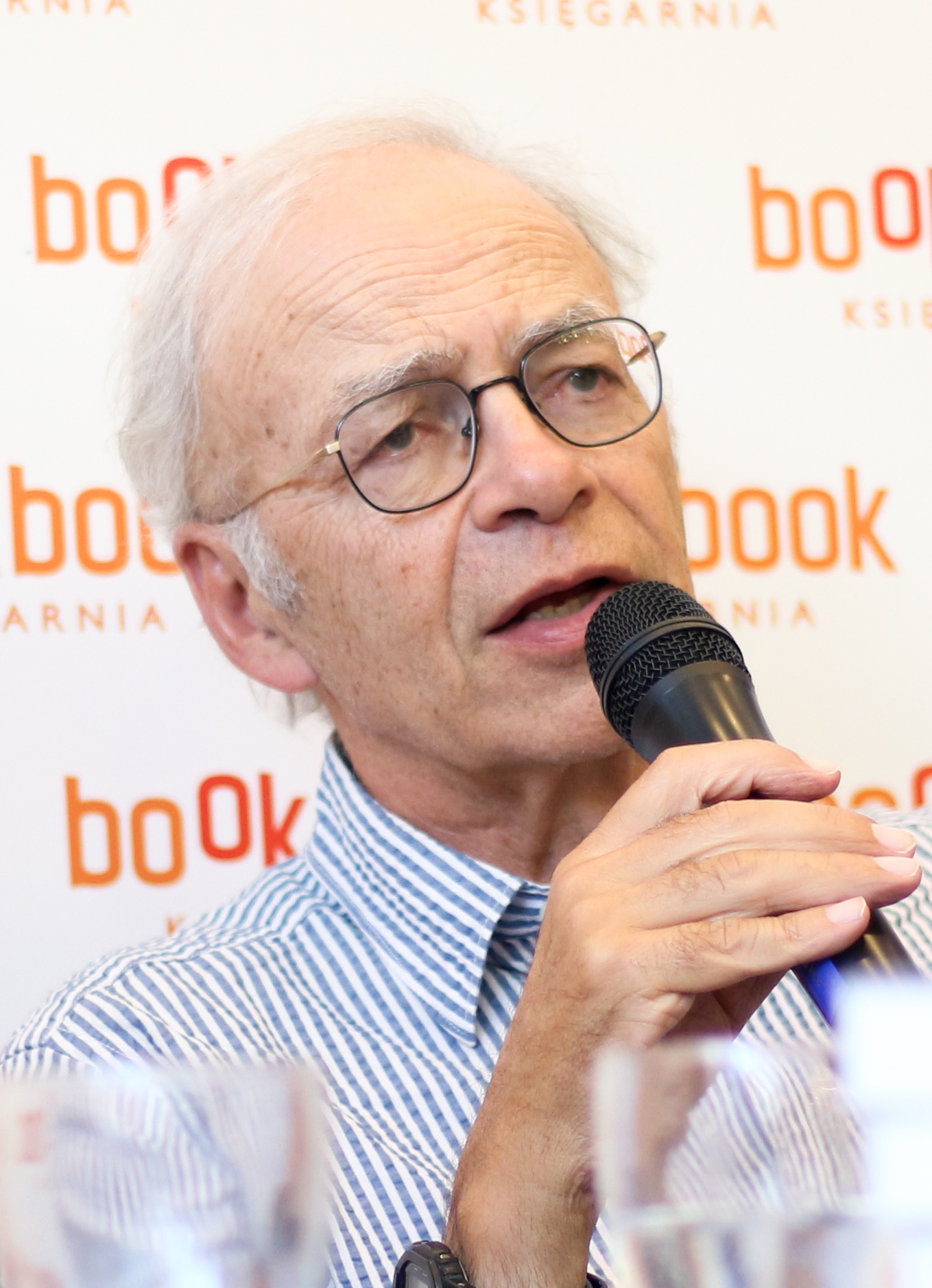
Peter Singer (2017)

Peter Albert David Singer (* 6. Juli 1946 in Melbourne, Australien) ist ein australischer Philosoph und Ethiker. Er gilt als einflussreicher Vertreter des Utilitarismus. Insbesondere ist er durch seine Beschäftigung mit Tier- und Bioethik bekannt. Aufgrund seiner Thesen und Positionen kam es im Kontext seiner Auftritte in Deutschland zu Protesten.

## Leben
Peter Singers Eltern waren Wiener Juden, die nach dem „Anschluss Österreichs“ 1938 nach Australien auswanderten. Er verlor drei seiner Großeltern im Holocaust. Singers akademische Laufbahn begann mit einem Studium an der University of Melbourne, welches er 1969 abschloss. Im Anschluss ging Singer nach Oxford, wo er 1971 promoviert wurde. Den größten Einfluss hatte hier Richard M. Hare auf sein Denken. Singer hat in Oxford, an der New York University und der La Trobe University gelehrt und war von 1977 bis 1999 Professor für Philosophie an der Monash University in Melbourne, Australien. 1999 berief man ihn als DeCamp Professor of Bioethics an das Center for Human Values der Princeton University.
Singer ist seit 1968 mit Renata Diamond verheiratet. Das Paar hat drei Töchter und nach eigenen Angaben spenden sie etwa ein Drittel ihres Einkommens.

## Werk

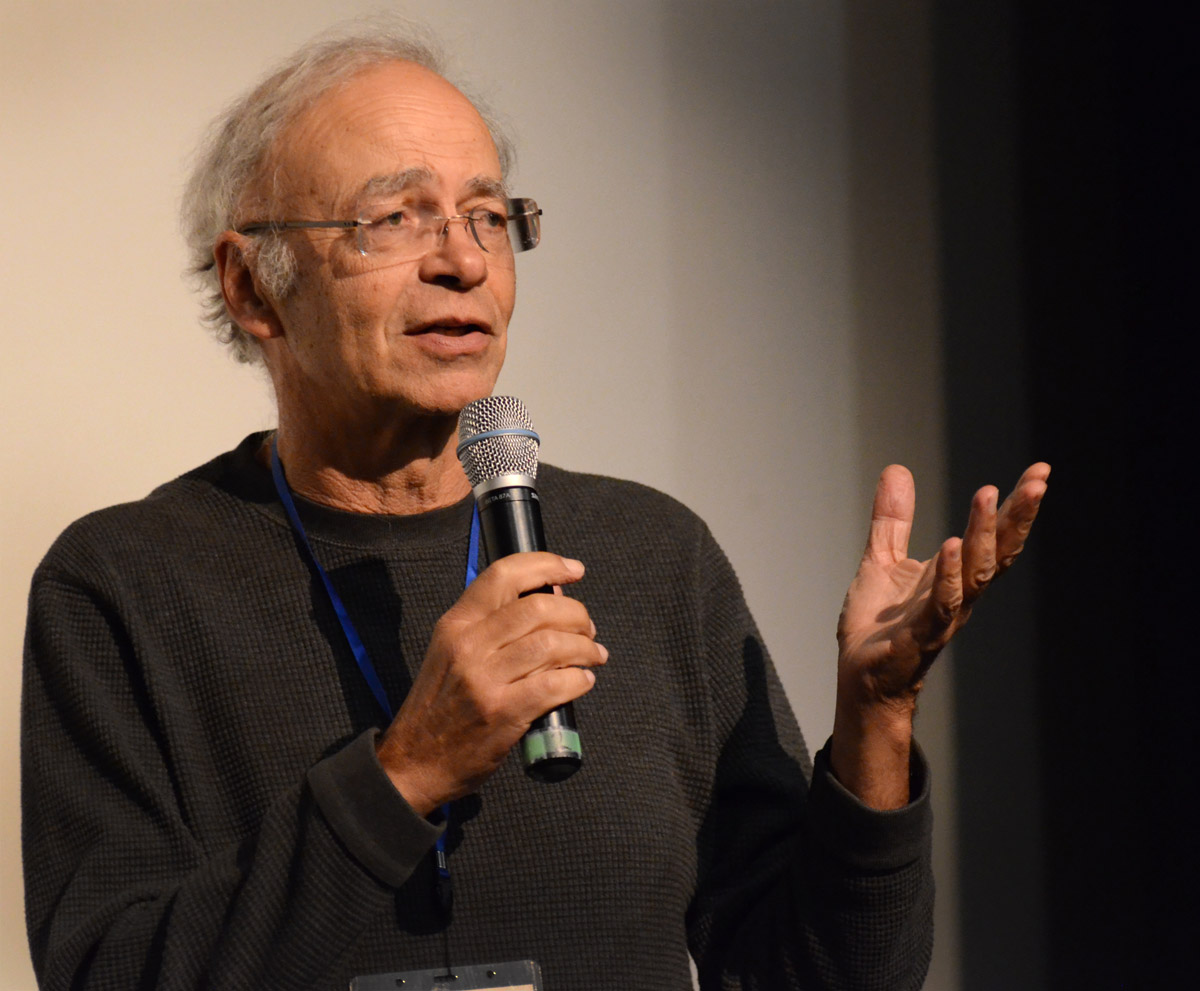
Peter Singer auf einer Konferenz zum effektiven Altruismus (2015)

Singer war lange Zeit ein Verfechter des Präferenzutilitarismus. Die Bewertung von Handlungen oder Handlungsregeln soll sich in dieser Variante des Utilitarismus an der Erfüllung der Präferenzen aller Betroffenen bemessen, die zur ethischen Urteilsfindung miteinander verrechnet werden müssen. In The Point of View of the Universe (2014) untersuchte er die am klassischen hedonistischen Utilitarismus ausgerichteten Positionen Henry Sidgwicks, verteidigte sie schließlich größtenteils und schloss sich der hedonistischen Sicht des klassischen Utilitarismus an.
Eine Begründung dafür, überhaupt moralisch zu handeln, ist nach Singers Überzeugung nicht mit rationalen Argumenten – unter Absehung von individuellen Präferenzen und des jeweiligen Wesens der Individuen – möglich. Bekannt ist Singer für seine Ausarbeitung des von ihm vertretenen Ethikansatzes und für dessen vielfältige Anwendungen, unter anderem in diversen Fragen der Bioethik. Mit The Point of View of the Universe übernahm er eine Position ethischen Objektivismus, demzufolge ethische Urteile objektiv wahr oder falsch sein können.
Singer ist außerdem Befürworter des Effektiven Altruismus und Gründer der gemeinnützigen Organisation 'The Life You Can Save'.

### Die Befreiung der Tiere
Sein 1975 in englischer Sprache erschienenes Buch Animal Liberation gilt als maßgebliches Werk der zeitgenössischen Diskussion über den moralischen Status von Tieren in der Tierrechtsbewegung und ethischen Diskussion. Gemeinsam mit Tom Regan gilt Singer daher als Begründer der modernen Tierethik. In diesem Buch beschreibt er eine Diskriminierung und Ausbeutung von Tierarten aufgrund eines angenommenen Vorranges der Spezies Mensch. Singer spricht daher von „Speziesismus“. Die Zugehörigkeit zu einer Spezies dürfe nach ihm aber für sich selbst keine moralische Relevanz haben. Kriterium für ethische Bewertungen dürfe und müsse einzig die Fähigkeit sein, bestimmte Präferenzen zu besitzen – und in genau diesem Maße seien Lebewesen, ungeachtet ihrer Spezieszugehörigkeit, in das ethische Kalkül einzubeziehen. Darunter fällt für Singer in Anlehnung an Jeremy Bentham bereits die Eigenschaft, Schmerz empfinden zu können, womit dann die Zuschreibung einer Präferenz entsprechender Schmerzvermeidung korreliert. Insbesondere bei Säugetieren und Vögeln gebe es hinreichende Hinweise für die Zuschreibung von Schmerzempfinden.
Zu den Konsequenzen dieser Argumentation zählt die moralische Empfehlung eines Boykotts von Produkten aus nahezu allen Formen der Tierhaltung, insbesondere aber der Massentierhaltung (zum Beispiel durch Vegetarismus oder Veganismus). Viele Tierversuche stünden, so Singers Resultate, in keinem rational zu rechtfertigenden Verhältnis zum in Kauf genommenen Leid der Tiere. Tierversuche seien daher größtenteils moralisch falsch. Allerdings könne es moralisch gerechtfertigte Tierversuche geben, nämlich, wenn als Resultat dieser Versuche mehr Leid verhindert wird (und damit mehr Präferenzen der Leidvermeidung erfüllt werden) als durch die Versuche selbst entsteht.
Zu der Frage, in welchen Fällen das Töten von Tieren moralisch verwerflich ist, äußert sich Singer in Animal Liberation – Die Befreiung der Tiere kaum. Er begründet dies mit der hohen Komplexität dieser Fragestellung und verweist darauf, dass schon allein der Schmerz der Tiere in der modernen Gesellschaft eine umfassende Änderung des Verhaltens gegenüber Tieren verlangt. Die Tötungsfrage und der damit verbundene Wert des Lebens wird in seinem Buch Praktische Ethik ausführlich erörtert.

### „Praktische Ethik“
In seinem 1979 erschienenen Buch Praktische Ethik bezieht Singer noch deutlicher Stellung und arbeitet seine Form des Präferenzutilitarismus allgemein aus und wendet sie auf verschiedenen Gebieten der angewandten Ethik an. Im allgemeinen Teil des Buches bezieht er Stellung zu grundlegenden Fragen der normativen Ethik. Singer beschreibt dabei ein Prinzip der gleichen Interessenabwägung, das Gleichheit nicht auf gleiche Behandlung, sondern auf gleiche Berücksichtigung der Interessen bezieht. Es gibt für ihn keine moralische Rechtfertigung für die Nicht-Berücksichtigung von Interessen. Auch bei der Fähigkeit, Schmerz und Wohlergehen zu empfinden, seien entsprechende Präferenzen (Schmerz zu vermeiden und Wohlergehen zu erreichen) zuzuschreiben, was insbesondere auch Tiere mit solchen Fähigkeiten in dieses utilitaristische Kalkül einbezieht.
Singer misst der biologischen Zugehörigkeit eines Wesens zur menschlichen Spezies an sich selbst keine moralische Relevanz bei. Relevant sind nur Eigenschaften wie Schmerzempfinden und Selbstbewusstsein (welche bei manchen biologischen Menschen fehlen würden und andererseits bei manchen nichtmenschlichen Tieren vorhanden wären). Eine Bevorzugung allein auf Grund einer Spezieszugehörigkeit bezeichnet er als „Speziesismus“, der sich moralisch nicht rechtfertigen ließe. Als „Personen“ versteht Singer Wesen, die sich ihrer selbst in einem zeitlichen Kontinuum bewusst sind. Diesen schreibt er aufgrund der dadurch ausbildbaren weitergehenden Präferenzen einen „besonderen Wert“ zu.
Die moralische Bewertung einer Tötung anderer Lebewesen ist nach diesem Ansatz abhängig von deren individuellen Eigenschaften (und den Eigenschaften aller übrigen Betroffenen, etwa von Angehörigen). Die Tötung eines anderen Lebewesens verstoße, so Singer, im Allgemeinen gegen das Interesse des Lebewesens, weiterleben zu wollen, und sei daher in den meisten Fällen moralisch schlecht.
Singer äußert sich in diesem Buch auch zu Schwangerschaftsabbrüchen, einer Tötung von Neugeborenen und Sterbehilfe. Weitere Themen sind die weltweite Armut, die Asylproblematik und Themen der ökologischen Ethik. In der dritten Auflage strich Singer das Kapitel der Asylproblematik, da er dem Thema nach eigenen Angaben in dem erforderlichen Umfang in einem einzigen Kapitel nicht ausreichend Rechnung tragen könne.

## Rezeption
Aufgrund seiner umstrittenen Thesen und Positionen kommt es im Kontext seiner Auftritte seit Jahrzehnten immer wieder zu Protesten.
Singers Ethik wird kontrovers diskutiert und hat auch außerhalb von philosophischen Fachpublikationen Reaktionen provoziert. So wird er unter anderen von Theologen und Interessenvertretern von Menschen mit Behinderung (vgl. Franz Christoph) kritisiert. Während im angelsächsischen Raum seine Position als eine legitime unter vielen aufgefasst wurde, gab es in Deutschland scharfe Reaktionen auf das Buch Praktische Ethik und auf Einladungen Singers nach Deutschland. Befürchtet wurde insbesondere in Fachzeitschriften der Sonderpädagogik ein „Dammbruch des eigentlich Indiskutablen“ und die Etablierung der Position Singers als vertretbaren Standpunkt.
Erhitzte Kontroversen führt Singer selbst auf aus dem Zusammenhang gerissene Zitate und ein mangelndes Gesamtverständnis seiner Thesen zurück. In Writings on an Ethical Life hat er daher versucht, seine Ansichten knapp zusammenzufassen. Es wurden zudem Zitate verbreitet, die nicht von Singer stammen. Außerdem führt er die Angriffe auf seine Person und Thesen darauf zurück, dass bestimmte normative Vorgaben für seine Kritiker nicht in Frage zu stellen seien, etwa solche, welche sich aus religiösen Überzeugungen speisen, beispielsweise, wenn Menschen, nicht aber Tieren eine Seele zugesprochen wird. In der zweiten Auflage von Praktische Ethik schildert Singer die Debatte im Kapitel Wie man in Deutschland mundtot gemacht wird aus seiner Sicht.
Von Behindertenorganisationen wird befürchtet, es werde einer Mentalität (politischer) Raum und mitunter schließlich rechtliche Legitimation gegeben, die letztlich gesellschaftliche Einstellungen zu Menschen mit Behinderung hervorrufen könne, welche in der Vergangenheit die nationalsozialistischen Euthanasieprogramme möglich werden ließen. An deutschen Universitäten wurden darum Veranstaltungen, die Singers Thesen zum Gegenstand der philosophischen Diskussion machen wollten, gestört, verhindert und die Veranstalter bedroht. Singer argumentiert, dass Eltern zusammen mit den zuständigen Ärzten über das Weiterleben eines Säuglings entscheiden sollten, der an einer unheilbaren Krankheit wie Anenzephalie leidet und dessen Leben daher niemals auch nur minimale Befriedigung erfahren wird. Das Lebensrecht von erwachsenen behinderten Personen zweifelt er nicht an.
Unklar bleibt für einige Kritiker der Status nicht artikulierter oder später erst artikulierbarer Interessen. Auch Singer selbst stimmt zu, dass auch einer schlafenden Person Interessen zuzuschreiben und diese in ethische Abwägungen einzubeziehen seien – da die betreffende Person sie nach dem Aufwachen wieder artikulieren würde. Letzteres würde etwa für komatöse Individuen nicht der Fall sein; auch die Zuschreibung von Interessen an Embryonen erscheint fraglich, andererseits aber auch, Embryonen prinzipiell keine Rechte zuschreiben zu können. Donald Bagley Marquis versuchte dagegen auch in solchen Fällen zu begründen, dass Interessen zuzuschreiben und zu schützen seien. Ein weiterer Problemfall sind beispielsweise Interessen, welche mangels besserer Einsicht oder Unfreiheit des Willens nicht artikuliert werden können, etwa von Drogenabhängigen oder bei zeitweiligen Suizidwünschen. Auch hier könnte den Betreffenden ein schützenswertes Interesse etwa an der Unversehrtheit des eigenen Lebens zugeschrieben werden.

## Peter-Singer-Preis
Der nach Singer benannte Preis, ist eine deutsche Auszeichnung, welche seit 2015 alljährlich vom Förderverein des Peter-Singer-Preises für Strategien zur Tierleidminderung e. V. verliehen wird.

## Auszeichnungen
- Emperor Has No Clothes Award der Freedom From Religion Foundation (2004)
- Ethik-Preis der Giordano-Bruno-Stiftung (2011)
- Companion des Order of Australia (2012)
- Peter-Singer-Preis für Strategien zur Tierleidminderung (2015)[20]
- Ehrendoktorwürde der Universität Athen (2015)[21]
- Berggruen-Preis für Philosophie & Kultur (2021)[22]
- BBVA Foundation Frontiers of Knowledge Awards (2022)
- Mitglied der American Academy of Arts and Sciences (2025)

## Werke (Auswahl)
- Animal Liberation. Die Befreiung der Tiere. Harald Fischer, Erlangen 2015, ISBN 978-3-89131-532-3 (Originaltitel: Animal Liberation, 1975)
- Praktische Ethik. 3., rev. und erw. Aufl., Reclam, Stuttgart 2013, ISBN 978-3-15-018919-1 (RUB, 18919) (Originaltitel: Practical ethics, 1979)
- Verteidigt die Tiere. Neff, Wien 1986, ISBN 3-7014-0225-6 (Originaltitel: In defence of animals, 1985)
- Muss dieses Kind am Leben bleiben? Das Problem schwerstgeschädigter Neugeborener (mit Helga Kuhse). Harald Fischer, Erlangen 1993, ISBN 3-89131-110-9 (Originaltitel: Should the baby live?, 1985)
- Wie sollen wir leben? Ethik in einer egoistischen Zeit. Harald Fischer, Erlangen 1996, ISBN 3-89131-115-X, oder: dtv, München 1999, ISBN 3-423-36156-5 (Originaltitel: How are we to live? Ethics in an age of self-interest, 1993)
- Individuen, Menschen, Personen. Fragen des Lebens und Sterbens (mit Helga Kuhse). Academia (Beiträge zur Angewandten Ethik, 5), St. Augustin 1999, ISBN 3-89665-096-3 (Originaltitel: Individuals, Humans, Persons, 1994)
- Writings on an Ethical Life. Ecco, New York 2000, ISBN 0-06-000744-3
- Henry Spira und die Tierrechtsbewegung. Harald Fischer, Erlangen 2001, ISBN 3-89131-404-3 (Originaltitel: Ethics into action: Henry Spira and the Animal Rights Movement, 1998)
- Hegel: A Very Short Introduction, Oxford University Press, 2001, ISBN 978-0-19-280197-5
- One World: The Ethics of Globalisation. Yale University Press, New Haven 2002; Text Publishing, Melbourne, 2002; 2. Auflage, Yale University Press, 2004; Oxford Longman, Hyderabad 2004, ISBN 0-300-10305-0
- Der Präsident des Guten und des Bösen. Die Ethik George W. Bushs. Harald Fischer, Erlangen 2004, ISBN 3-89131-413-2 (Originaltitel: The president of good and evil, 2004)
- Mein Großvater. Die Tragödie der Juden von Wien. Europa Verlag, Hamburg 2005, ISBN 3-203-82012-9 (Originaltitel: Pushing time away. My Grandfather and the Tragedy of Jewish Vienna, 2003)
- The Point of View of the Universe – Sidgwick and Contemporary Ethics. (mit Katarzyna de Lazari-Radek). Oxford University Press, 2014, ISBN 978-0-19-960369-5.
- Leben retten: Wie sich Armut abschaffen lässt – und warum wir es nicht tun. Arche, Zürich & Hamburg 2010, ISBN 3-7160-2629-8 (Originaltitel: The Life You Can Save: Acting Now to End World Poverty, 2009)
- Effektiver Altruismus. Eine Anleitung zum ethischen Leben. Suhrkamp Verlag, Berlin 2016, ISBN 978-3-518-58688-4 (Originaltitel: The Most Good You Can Do. How Effective Altruism Is Changing Ideas About Living Ethically, 2015).
- Ethics in the Real World: 82 Brief Essays on Things That Matter. Princeton University Press, Princeton [u. a.] 2016, ISBN 978-0-691-17247-7.
- Hunger, Wohlstand und Moral. Mit einem Vorwort von Bill und Melinda Gates, Hoffmann und Campe, Hamburg 2017, ISBN 978-3-455-00096-2 (Originaltitel: Famine, Affluence, and Morality, 1972)
- Linke, hört die Signale! Vorschläge zu einem notwendigen Umdenken. Reclam, Ditzingen 2018, ISBN 978-3-15-019555-0.